# Santa María de Cayón
Santa María de Cayón es un municipio y localidad de la comunidad autónoma de Cantabria (España). Se encuentra en el valle de Cayón, dentro de la comarca de los Valles Pasiegos. La cabecera municipal es la localidad de Santa María de Cayón, situada en el fondo del valle, entre los ríos Pisueña y Parayas. Esta dista 2 kilómetros de Sarón, la localidad más poblada del municipio, 19 de Torrelavega y 23 de la capital autonómica, Santander.
El municipio limita al norte con Villaescusa, Penagos y Liérganes, al este con Miera y San Roque de Riomiera, al sur con Villafufre y Saro, y al oeste con Castañeda y Santiurde de Toranzo.

## Historia
La historia de Cayón desde la Alta Edad Media, se entremezcla con la Historia de los Valles Pasiegos, dado que, en su reducida población en aquellas fechas y diferenciación política, económica y social, no podía aún poseer historia propia.
Desde entonces, el Valle de Cayón fue parte del Pleito de los Nueve Valles. Su participación fue activa tanto en el Pleito Viejo (1438-1444), como en el pleito definitivo (1544-1581). Esto dio lugar a la formación de la provincia de los Nueve Valles (Cayón, Alfoz de Lloredo, Cabezón, Cabuérniga, Reocín, Piélagos, Camargo, Villaescusa, Penagos). En la ermita de Santo Antonio (La Abadilla, Cayón), se encuentra testimonio de las frecuentes juntas o reuniones que realizaban los vecinos del valle, durante el pleito, para tomar decisiones en común.
Está documentada la existencia de una ferrería llamada de La Vega o de Castañeda, en la localidad de Argomilla de Cayón, junto al cauce del río Pisueña. La primera referencia se remonta al año 1403. Perteneció a Don Juan Tellez de Castilla y a su esposa Leonor de la Vega, luego pasando a su hija la Condesa de Castañeda Aldonza de Castilla, quien la donó al monasterio de Monte Corban de Santander en 1425 a través de Juan González de Polanco quien era también fraile procurador del monasterio de Monte Corban y Abad de Castañeda operando como mayordomo de la Casa de la Vega, teniendo dona Leonor de la Vega la mitad del monasterio en su posesión.
En 1566, Diego de Obregón de la Vega, Señor de la Torre de Argomilla, adquiere la cuarta parte de la ferrería que había pertenecido a Juan González de Polanco, nieto del citado Juan González de Polanco. A mediados del siglo XVIII, fue comprada por el empresario Juan Fernández de Isla que trató de reparar las entonces deterioradas instalaciones. La última cita a la ferrería data se remonta al año 1784.
Durante la guerra civil española, el pueblo de Sarón, y todo el valle, vivió diferentes hechos. En la zona de La Argomilla se encontraba un aeródromo del banco republicano, que fue escenario de bombardeos. Asimismo en el monte Carceña, se parapetaron tropas republicanas, intentando impedir el avance del Ejército Nacional (tropas italianas que habían sido derrotadas en Madrid). El Mercado de Sarón, fue el lugar donde las Tropas Vascas (PNV y Gudaris que una vez perdida Vizcaya se refugiaron en Cantabria), asentaron un depósito de armamento clandestino. Este sitio fue escenario de un bombardeo, el cual tuvo éxito y dio lugar a una fuerte explosión, muy recordada por largo tiempo en el Valle, por el gran destrozo y muerte que provocó.

## Demografía
Santa María de Cayón cuenta con una población de 9446 habitantes (INE 2024).
| Gráfica de evolución demográfica de Santa María de Cayón entre 1842 y 2021 |
| |
| Población de derecho según los censos de población del INE Población de hecho según los censos de población del INEEntre el censo de 1857 y el anterior, crece el término del municipio porque incorpora a Lloreda |

## Economía
El Valle de Cayón vive, sobre todo, de la planta de Nestlé en La Penilla. El origen de esta planta, se encuentra en la industria láctea del Valle, la cual, continúa siendo una de sus principales actividades económicas. Debido a la disminución en el precio de la leche a pie, y del valor del ganado vacuno, dentro de la Unión Europea, el Valle intenta reconvertir su economía al basarse en productos manufacturados, a partir de las industrias básicas anteriores ( producción artesanal de quesos ). Asimismo, existe cierta industrial editorial, en cuyo empleo se utilizan las formas antiguas de edición.

## Geografía
Integrado en la comarca de Valles Pasiegos, se sitúa a 23 kilómetros de Santander. El término municipal está atravesado por la Autovía del Cantábrico (A-8) y por la carretera nacional N-634, entre los pK 211 y 215, además de por la carretera autonómica CA-142, que conecta con La Concha y Saro, y por carreteras locales que permiten la comunicación entre las pedanías.  
Santa María de Cayón (El Valle de Cayón) se encuentra ubicada en la zona de los Valles Pasiegos, en su límite norte. El valle está formado por el río Pisueña y, en menor medida, por el río Parayas. La altitud oscila entre los 850 metros en su extremo oriental, en la sierra de la Matanza, y los 70 metros a orillas del río Pisueña. La Peña del Cuervo (617 metros) es la montaña más destacada, situada en la sierra del Caballar, al sur. El pueblo se alza a 96 metros sobre el nivel del mar.   
| Noroeste: Castañeda            | Norte: Villaescusa y Penagos | Nordeste: Penagos                              |
| Oeste: Castañeda               |                              | Este: Liérganes, Miera y San Roque de Riomiera |
| Suroeste: Santiurde de Toranzo | Sur: Villafufre y Saro       | Sureste: Saro                                  |

Geomorfológicamente, el municipio se caracteriza por la suavidad de su relieve y por las praderías, con formaciones de moderada elevación como Peña El Acebo (823 m s. n. m.) en Esles, la sierra del Caballar (a una altitud superior a los 600 m s. n. m.) en Argomilla y San Román, Los Altos de Corra (431 m s. n. m.) en Lloreda, la sierra de la Matanza (con cerca de 400 m s. n. m.), que separa el municipio de Santa María de Cayón con el municipio de Saro, o el Alto de Carcabillo (302 m s. n. m.) en La Encina. 
El valle cuenta con una abundante vegetación y una gran variedad de especies animales. 
El clima del Valle de Cayón se caracteriza por la suavidad de sus temperaturas y por su abundante precipitación, entre otras razones por su particular orografía. El valle se caracteriza por presentar poblaciones de altitudes cercanas a los 100 m s. n. m., pero este está muy condicionado por la presencia de las elevaciones montañosas que rodean al valle por la práctica totalidad de su territorio. 
A pesar de su cercanía a la comarca litoral, las temperaturas son sensiblemente más contrastadas en comparación con ciudades costeras como Santander. En verano las temperaturas son relativamente cálidas, superando en numerosas ocasiones los 30 °C. En invierno las temperaturas son frescas, existiendo en los meses de invierno débiles heladas. La nieve hace acto de presencia en alguna ocasión casi todos los años en las mismas localidades, comenzando en otoño las primeras nevadas en la divisoria con Miera y con el municipio pasiego de San Roque de Riomiera.

## Servicios
- Escuela Gerardo Diego
- Instituto Lope de Vega
- Complejo deportivo Fernando Astobiza (Fútbol, natación, bolos, pádel, atletismo y tenis)
- Juzgado de paz de Sarón (dependiente del Registro Civil de Medio Cudeyo-Solares)
- Hogar del Jubilado
- Biblioteca Jeronimo Arozamena,en Saron
- Biblioteca María Saro, en Santa María de Cayón (barrio La Alameda)

## Administración y política

### Gobierno municipal

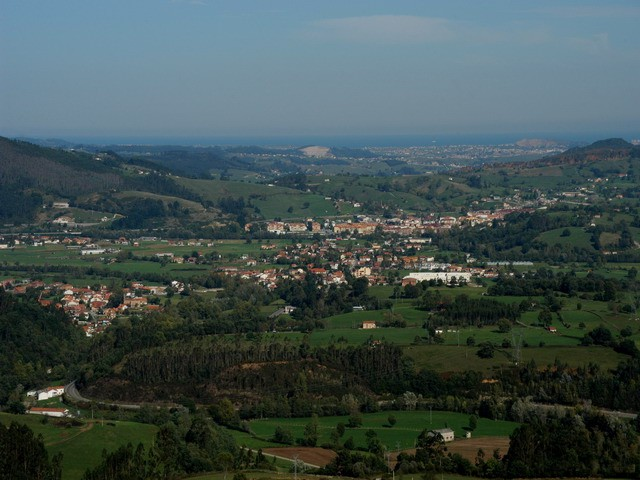
Valle de Santa María de Cayón

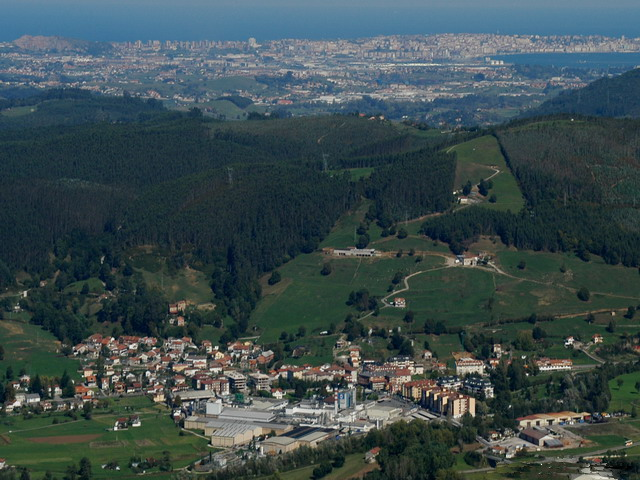
Vista de La Penilla con Santander al fondo

| Periodo   | Nombre                               | Partido | Partido              |
| --------- | ------------------------------------ | ------- | -------------------- |
| 1979-1983 | Fernando Astobiza                    |         | Independiente        |
| 1983-1989 | Fernando Astobiza                    |         | Alianza Popular (AP) |
| 1989-1999 | Fernando Astobiza                    |         | Partido Popular (PP) |
| 1999-2003 | Gastón Gómez Ruiz                    |         | Independiente        |
| 2003-2023 | Gastón Gómez Ruiz                    |         | Partido Popular (PP) |
| 2023-act. | María Pilar del Río Ruiz de la Prada |         | Independiente        |

| Partido político                                                    | 2023  | 2023  | 2023       | 2019  | 2019  | 2019       | 2015  | 2015  | 2015       | 2011  | 2011  | 2011       | 2007  | 2007  | 2007       | 2003  | 2003  | 2003       | 1999  | 1999  | 1999       | 1995  | 1995  | 1995       | 1991  | 1991  | 1991       | 1987  | 1987  | 1987       | 1983  | 1983  | 1983       | 1979  | 1979  | 1979       |
| Partido político                                                    | Votos | %     | Concejales | Votos | %     | Concejales | Votos | %     | Concejales | Votos | %     | Concejales | Votos | %     | Concejales | Votos | %     | Concejales | Votos | %     | Concejales | Votos | %     | Concejales | Votos | %     | Concejales | Votos | %     | Concejales | Votos | %     | Concejales | Votos | %     | Concejales |
| Alianza Popular (AP)-Partido Popular (PP)                           | 1358  | 25,36 | 4          | 2828  | 51,72 | 8          | 2313  | 44,22 | 7          | 2989  | 55,06 | 8          | 2759  | 57,24 | 8          | 3269  | 72,50 | 11         | 1450  | 34,43 | 5          | 2240  | 56,75 | 9          | 1936  | 50,92 | 8          | 1994  | 56,04 | 8          | 1461  | 44,79 | 7          | —     | —     | —          |
| Independientes                                                      | 1217  | 22,73 | 3          | 283   | 5,17  | 0          | 642   | 12,27 | 1          | 657   | 12,10 | 1          | —     | —     | —          | —     | —     | —          | 1021  | 24,24 | 4          | —     | —     | —          | —     | —     | —          | —     | —     | —          | 414   | 12,69 | 1          | 1470  | 49,68 | 7          |
| Partido Regionalista de Cantabria (PRC)                             | 1201  | 22,43 | 3          | 1516  | 27,72 | 4          | 1515  | 28,96 | 4          | 1161  | 21,39 | 3          | 1179  | 24,46 | 3          | 350   | 7,76  | 1          | 375   | 8,90  | 1          | 225   | 5,70  | 0          | 125   | 3,29  | 0          | 596   | 16,75 | 2          | 802   | 24,59 | 3          | 360   | 12,17 | 1          |
| Vox                                                                 | 947   | 17,69 | 2          | —     | —     | —          | —     | —     | —          | —     | —     | —          | —     | —     | —          | —     | —     | —          | —     | —     | —          | —     | —     | —          | —     | —     | —          | —     | —     | —          | —     | —     | —          | —     | —     | —          |
| Partido Socialista Obrero Español (PSOE)                            | 371   | 6,93  | 1          | 415   | 7,59  | 1          | 502   | 9,60  | 1          | 509   | 9,38  | 1          | 793   | 16,45 | 2          | 515   | 11,42 | 1          | 740   | 17,57 | 2          | 738   | 18,70 | 2          | 814   | 21,41 | 3          | 707   | 19,87 | 3          | 585   | 17,93 | 2          | 251   | 8,48  | 1          |
| Unión para el Progreso de Cantabria (UPCA)                          | —     | —     | —          | —     | —     | —          | —     | —     | —          | —     | —     | —          | —     | —     | —          | —     | —     | —          | 463   | 10,99 | 1          | 524   | 13,28 | 2          | 629   | 16,54 | 2          | —     | —     | —          | —     | —     | —          | —     | —     | —          |
| Unión de Centro Democrático (UCD)-Centro Democrático y Social (CDS) | —     | —     | —          | —     | —     | —          | —     | —     | —          | —     | —     | —          | —     | —     | —          | —     | —     | —          | —     | —     | —          | —     | —     | —          | 125   | 3,29  | 0          | 228   | 6,41  | 0          | —     | —     | —          | 672   | 22,71 | 3          |
| Partido del Trabajo de España (PTC)                                 | —     | —     | —          | —     | —     | —          | —     | —     | —          | —     | —     | —          | —     | —     | —          | —     | —     | —          | —     | —     | —          | —     | —     | —          | —     | —     | —          | —     | —     | —          | —     | —     | —          | 206   | 6,96  | 1          |

### Organización territorial
- La Abadilla
- Argomilla
- La Encina
- Esles
- Lloreda
- La Penilla
- San Román
- Santa María de Cayón (Capital)
- Sarón
- Totero

## Cultura

### Patrimonio
Dentro de su patrimonio arquitectónico, destaca la iglesia de San Andrés en Argomilla de Cayón, de estilo románico y declarada Bien de interés cultural de Cantabria. También es románica la iglesia de Santa María de Cayón, de finales del siglo XII, bien de interés local. Igualmente son bienes de interés local el Palacio de Ceballos en Argomilla de Cayón y la Ermita de San Miguel (La Penilla). Son Bienes inventariados la Casa-torre de Abadilla de Cayón y el Puente del Diablo.

### Eventos
- Milla Urbana de Cayón
- Bibliopiscina
- Agenda 21 Local (participación ciudadana)
- Encuentros Literarios en Esles

### Milla Urbana de Cayón
Se trata de una iniciativa del Ayuntamiento, junto con la Escuela de atletismo, en la que deportistas nacionales, e internacionales, participan en una carrera de una milla de recorrido por el pueblo. El año 2019 ha cumplido su 18.ª edición.

### Fiestas
- 7 de enero, San Julián El Morcillero en La Encina.
- 13 de enero, San Antón Abad en La Abadilla.
- 13 de junio, San Antonio de Padua, en San Román, en el barrio de Santocilde
- 24 de junio, San Juan Bautista, en Lloreda
- Primer domingo de julio, Perpetuo Socorro en Sarón
- 22 de julio, Santa María Magdalena en La Penilla
- 26 de julio, San Joaquín y Santa Ana, en San Román, en el barrio de Las Ventas.
- 31 de julio, San Ignacio de Loyola en La Encina.
- 3 de agosto, San Esteban Protomártir, en Totero
- 6 de agosto, San Justo y Pastor en San Román, fiesta principal del pueblo y una de las más populares del valle
- 15 de agosto, La Asunción de Nuestra Señora, en Santa María de Cayón; es la patrona del Valle
- 16 de agosto, San Roque, en Santa María de Cayón
- 24 de agosto, San Bartolomé en Argomilla.
- 1 de septiembre, San Vicente Mártir en Lloreda, fiesta de interés local
- 16 de septiembre, San Cipriano, en Esles
- 29 de septiembre, San Miguel Arcangél, en La Penilla, en la ermita del monte Carceña
- 12 de octubre, Virgen del Pilar, en Santa María de Cayón
- 30 de noviembre, San Andrés Apóstol, en Argomilla
- 13 de diciembre, Santa Lucía en Lloreda

## Ciudades hermanadas y acuerdos de amistad
El Ayuntamiento de Cayón participa del hermanamiento de ciudades promovida, entre otras instituciones, por la Unión Europea:
- Gujan-Mestras, Francia

## Personas destacadas
- José Manuel Fernández García (Sarón, 1956), compositor.
- Luis Fernández Gutiérrez (Argomilla, 1972), futbolista.
- Eusebio Gómez García (Santa María de Cayón, 1888 – Santander, 1975), empresario.
- Juan Antonio Gutiérrez de la Concha y Mazón (Esles, 1760 – Argentina, 1810), marino.
- Fermín Martínez Cobo (Sarón, 1939), futbolista.
- Ramón Pereda (Esles, 1903 – México, 1986), actor y director.
- María Sierra Penagos (Totero, 1890-1961), Ama de cría del Infante Jaime de Borbón y Battenberg[10]